# Paralelo 64 S
O Paralelo 64S é um paralelo no 64° grau a sul do plano equatorial terrestre.

## Dimensões
Conforme o sistema geodésico WGS 84, no nível de latitude 64° S, um grau de longitude equivale a 48,93 km; a extensão total do paralelo é portanto 17.616 km, cerca de 44 % da extensão do Equador, da qual esse paralelo dista 7.100 km, distando 2.902 km do polo sul.

## Cruzamentos
O paralelo 64 S cruza terra apenas em três áreas da Península Antártica:
- 10 km sobre a Ilha Líege
- 100 km sobre a Península Antártica
- 45 km sobre a Ilha James Ross

Nas proximidades do cruzamento desse paralelo com o Meridiano 138 E fica o Polo sul magnético, também próximo à Terra de Wilkes.